# Muron
Muron ist eine französische Gemeinde mit 1.357 Einwohnern (Stand: 1. Januar 2022) im Département Charente-Maritime in der Region Nouvelle-Aquitaine. Die Gemeinde gehört zum Arrondissement Rochefort und zum Kanton Tonnay-Charente. Die Einwohner werden Muronais genannt.

## Geographie
Muron liegt etwa 14 Kilometer nordöstlich von Rochefort und etwa 28 Kilometer ostsüdöstlich von La Rochelle. Umgeben wird Muron von den Nachbargemeinden Landrais im Norden, Saint-Pierre-la-Noue im Nordosten, Genouillé im Osten, Tonnay-Charente im Süden, Loiré-les-Marais im Westen und Südwesten, Ciré-d’Aunis im Westen sowie Ardillières im Westen und Nordwesten.

## Bevölkerungsentwicklung
| 1962                      | 1968 | 1975 | 1982 | 1990 | 1999 | 2006 | 2013 |
| ------------------------- | ---- | ---- | ---- | ---- | ---- | ---- | ---- |
| 775                       | 719  | 754  | 947  | 1017 | 996  | 1166 | 1295 |
| Quelle: Cassini und INSEE |      |      |      |      |      |      |      |

## Sehenswürdigkeiten
Siehe auch: Liste der Monuments historiques in Muron

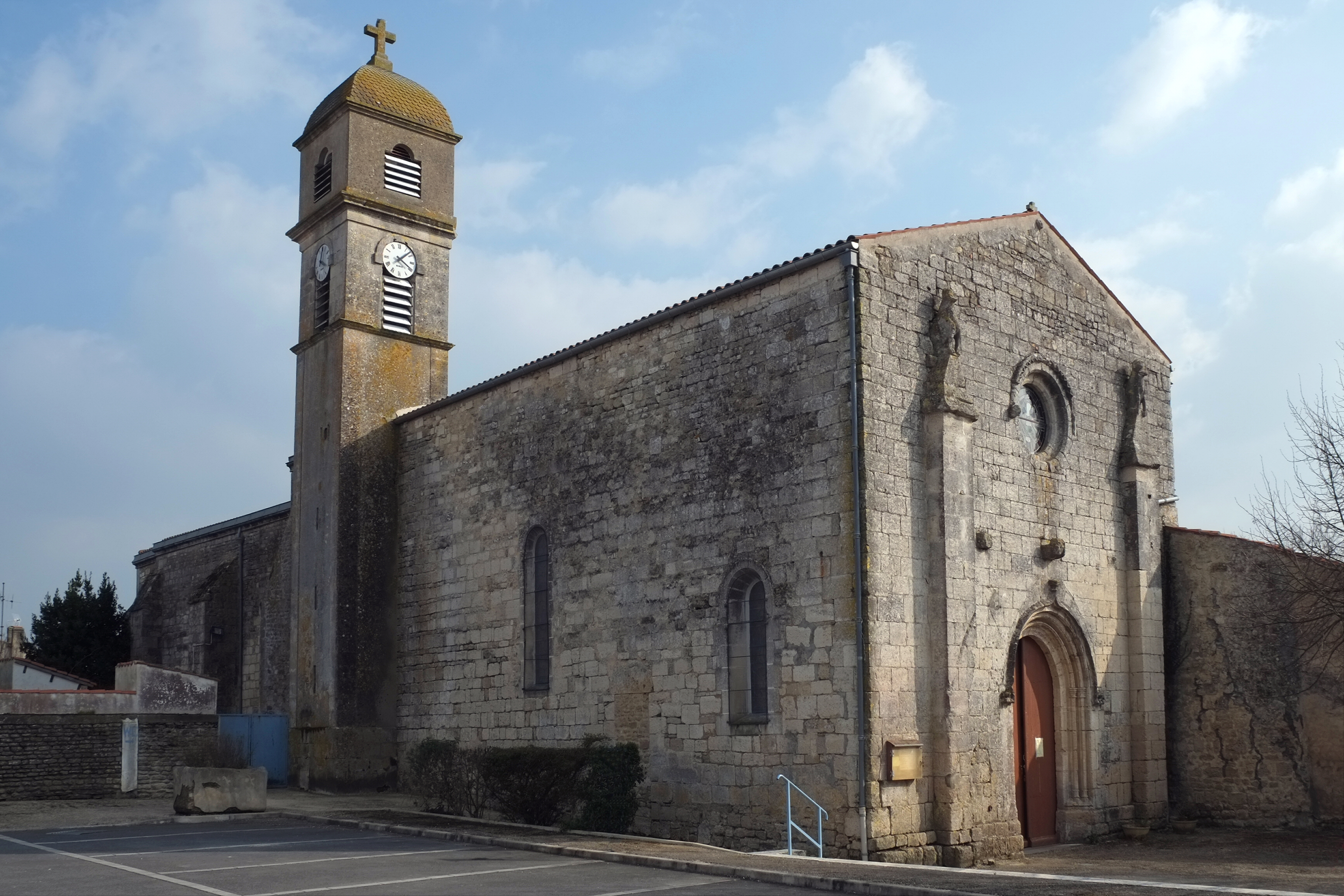
Kirche Saint-Sixte

- Kirche Saint-Sixte